# Oreodera copei
Oreodera copei är en skalbaggsart som beskrevs av Mccarty 2001. Oreodera copei ingår i släktet Oreodera och familjen långhorningar. Inga underarter finns listade i Catalogue of Life.